# Bathythrix spheginus
Bathythrix spheginus là một loài tò vò trong họ Ichneumonidae.